# Rocznik ciechanowski
Rocznik ciechanowski (zwany także mistyfikacją ciechanowską) – falsyfikat, rzekomy manuskrypt papierowy o wymiarach 31 × 21 cm, przypisywany Stanisławowi z Lipia, „odnaleziony” w 1975 r. przez jego późniejszego wydawcę Jerzego Gaczyńskiego w Archiwum Parafialnym i Dekanalnym parafii św. Józefa przy kościele Narodzenia NMP w Ciechanowie. Rzekomego odkrycia Jerzy Gaczyński – jak sam twierdził – miał dokonać podczas kwerendy archiwalnej, dzięki informacji uzyskanej od ówczesnego proboszcza ks. prałata Stanisława Tenderendy. Dokument miał mieścić się na składce obejmującej 6 kart, z których pierwsza i ostatnia miały pierwotnie spełniać prawdopodobnie rolę kart ochronnych, jednak na ostatniej recto zawierać się miały końcowe partie tekstu. Rękopis miał stanowić wszywkę w księdze kościelnej zatytułowanej Liber Ecclesiae Praeposituralis Ciechanoviensis oprawionej prawdopodobnie w 1821 r. i zawierającej różne akta kościelne.
Księga zawierająca manuskrypt miała – zdaniem Jerzego Gaczyńskiego – zaginąć z Archiwum Parafialnego i Dekanalnego parafii św. Józefa przy kościele Narodzenia NMP w Ciechanowie po 1986 r. Jedyną osobą, która naukowo korzystała z oryginału był więc Jerzy Gaczyński. Z rękopisu „Rocznika” Jerzy Gaczyński, jako wydawca sporządził w 1975 r. odpis odręczny lub na maszynie. Poza Jerzym Gaczyńskim fakt istnienia Rocznika potwierdził Aleksander Kociszewski. Tekst „Rocznika Ciechanowskiego” wraz z krytycznym opisem został w końcu opublikowany w 1995 r. przez Jerzego Gaczyńskiego. Jak dodawał Wojciech Górczyk: „Kiedy na przełomie 1983 i 1984 r. J. Gaczyński, dopiero po 8 latach od odkrycia, chciał „rocznik” sfotografować, rękopis znikł i nikt po dziś dzień nie wie, co się z nim stało.”

## Rocznik ciechanowski w nauce
Rocznik Ciechanowski został wprowadzony do obiegu naukowego przez ks. Tadeusza Żebrowskiego, ówczesnego dyrektora Archiwum Diecezjalnego w Płocku na sesji Powszechnego Zjazdu Historyków Polskich w 1988 r. oraz przez Kazimierza Pacuskiego, który opublikował regest Rocznika (akt lokacyjny Ciechanowa z 1266 r.) w „Nowym kodeksie dyplomatycznym Mazowsza” w 1989 roku. Po publikacji artykułu Henryka Rutkowskiego w „Kwartalniku Historycznym”, który wykazywał, że Rocznik ciechanowski jest mistyfikacją, K. Pacuski przyznał, że popełnił błąd publikując akt lokacji z 1266 r.: „Z bazy tej trzeba wyeliminować tzw. „Rocznik Ciechanowski” Stanisława z Lipia i pochodzące z niego dokumenty dotyczące lokacji Ciechanowa z 1266 r. (…) opublikowane w NKDMaz. II. (…) Moje obserwacje konsultowałem z innymi mediewistami w IH PAN, dochodząc stopniowo do konkluzji, że mamy do czynienia z falsyfikatem sporządzonym już w XX w. (…) Nie wydaje się prawdopodobne, by cokolwiek w tym tekście mogło pochodzić spoza znanej nam już bazy źródłowej dla średniowiecza, nie ma zatem mowy, by był on w jakimś stopniu kompilacją z XV w., jak do niedawna skłonni byliśmy przyjmować”. J. Gaczyński bronił autentyczności „Rocznika”, jednak w tym samym numerze Kwartalnika Historycznego ukazała się odpowiedź H. Rutkowskiego, polemizująca z tezami Gaczyńskiego; odpowiedzią na zarzuty H. Rutkowskiego był kolejny tekst J. Gaczyńskiego, jednak opublikowany nie na łamach Kwartalnika Historycznego, ale w wydawnictwie regionalnym.
Wątpliwości historyków budzą fakty opisane przez Gaczyńskiego w „Roczniku”, tj. pobyt św. Wojciecha, data lokacji Ciechanowa w roku 1266 oraz lokowanie go na prawie średzkim. Obecnie tzw. „Rocznik Ciechanowski” uznawany jest przez historyków skupionych wokół Pracowni Atlasu Historycznego IH PAN za mistyfikację. W roku 2007 została zorganizowana konferencja w Instytucie Historii PAN w Warszawie przez Klub Stypendystów Zagranicznych FNP, zatytułowana „Na manowce i z powrotem. Naukowe mistyfikacje i ich demaskowanie”, gdzie dr Marek Słoń i mgr Henryk Rutkowski (z PAN) przedstawili referaty w części poświęconej Rocznikowi: „Niewiarygodne odkrycie na Mazowszu – średniowieczny (?) Rocznik Ciechanowski” omawiając szczegółowo twierdzenia przemawiające za teorią o mistyfikacji (H. Rutkowski) i przedstawiając argumenty za autentycznością źródła (M. Słoń).
W roku 2010 „In Tempore” opublikowało artykuł Wojciecha Górczyka, w którym naszkicował on dyskusję na temat Rocznika Ciechanowskiego.
W roku 2011 Czasopismo Naukowe „Kultura i Historia” wydało kolejny tekst Górczyka, w którym odrzuca on autentyczność tzw. „Rocznika Ciechanowskiego”, pisząc: „Co do lokacji miasta na prawie średzkim w 1266 r., to, uwzględniając dzisiejszy stan badań, należy stwierdzić z całą pewnością, że takie wydarzenie nie miało miejsca. Nie tylko sam „rocznik” okazał się XX-wieczną mistyfikacją, ale także nie istnieją żadne materialne dowody potwierdzenia rzekomej lokacji”. W roku 2013 ukazały się kolejne dwa artykuły W. Górczyka, w piśmie Notatki Płockie, w których odrzuca on autentyczność „rocznika”.
Dyskusję naukową kontynuował Henryk Rutkowski na łamach pisma „Przegląd Historyczny„ w 2011 roku. Potwierdził zarzuty fałszerstwa kierowane wobec Jerzego Gaczyńskiego, podał także w wątpliwość jego działalność w antyhitlerowskim ruchu oporu oraz w czasie powstania warszawskiego, w tym przynależność do baonu „Zośka”. Dodatkowo opisał okoliczności, w jakich biogram Jerzego Gaczyńskiego pojawił się na Wikipedii (umieszczony przez syna Jerzego Gaczyńskiego) oraz jak doszło do tego, że został usunięty.
Stanisław Suchodolski w artykule „Uwaga, fałszerstwo! O rzekomych znaleziskach denarów z legendą GNEZDVN CIVITAS i innych monet z czasów Bolesława Chrobrego” w Notae Numismaticae stwierdził, że J. Gaczyński dopuścił się mistyfikacji nie tylko w sprawie „rocznika ciechanowskiego”, ale również fabrykując relacje o odkryciach archeologicznych.

Profesor Elżbieta Kowalczyk nazywa horrorem i bredniami powoływanie się na fałszerza, który w drugiej połowie XX wieku sfabrykował „Rocznik Ciechanowski”.
W 2016 roku Wojciech Górczyk na ogólnopolskiej konferencji naukowej „Miasta i miasteczka mazowieckie” w referacie „Topografia sakralna średniowiecznego Ciechanowa” opisał mistyfikację ciechanowską i konfabulacje Jerzego Gaczyńskiego dotyczące także rzekomych badań archeologicznych. Tezy z referatu Górczyka zostały zawarte w jego artykule „Topografia sakralna Ciechanowa do roku 1600” w piśmie Bieżuńskie Zeszyty Historyczne.